# Петрович, Джордже (футболист)
Джо́рдже Пе́трович (серб. Ђорђе Петровић; род. 8 октября 1999, Пожаревац) — сербский футболист, вратарь английского клуба «Борнмут» и сборной Сербии.

## Клубная карьера
Петрович — воспитанник клуба «Чукарички». 21 сентября 2019 года в матче против «Црвены звезды» он дебютировал в сербской Суперлиге.
6 апреля 2022 года Петрович перешёл в американский клуб «Нью-Инглэнд Революшн» за нераскрытую сумму, подписав трёхлетний контракт с опцией продления ещё на один год. Сыграв 8 мая за «Нью-Инглэнд Революшн II» в матче MLS Next Pro против «Коламбус Крю 2», за первую команду «Нью-Инглэнд Революшн» он дебютировал 11 мая в матче 1/16 финала Открытого кубка США 2022 против «Цинциннати». В MLS он дебютировал 12 июня в матче против «Спортинга Канзас-Сити». 7 октября Петрович подписал с «Нью-Инглэнд Революшн» новый контракт до конца сезона 2025 с опцией продления на сезон 2026. По итогам сезона 2022 он был признан самым ценным игроком «Нью-Инглэнд Революшн», а также номинировался на звания вратаря года и новоприбывшего игрока года MLS. Петрович был отобран на Матч всех звёзд MLS 2023, в котором команда звёзд MLS принимала английский «Арсенал».
16 июля 2025 года перешёл в английский «Борнмут», подписав пятилетний контракт до середины 2030 года.

## Международная карьера
25 января 2021 года в товарищеском матче против сборной Доминиканской Республики Петрович дебютировал за сборную Сербии.

## Достижения
Личные
- Участник Матча всех звёзд MLS: 2023